# Амирово (Аскинский район)
Амирово (баш. Әмир) — деревня в Кашкинском сельсовете Аскинского района Республики Башкортостан России.

## Географическое положение
Расположено в низовьях реки Тюй на севере республики. Расстояние до:
- районного центра (Аскино): 40 км,
- центра сельсовета (Кашкино): 1 км,
- ближайшей ж/д станции (Чернушка): 137 км.

## Население
| 2002 | 2009 | 2010 |
| ---- | ---- | ---- |
| 381  | ↘372 | ↘304 |

Согласно переписи 2002 года, преобладающая национальность — башкиры (99 %).

## Религия
В деревне есть мечеть «Нур».